# Gazeta Rządowa
Gazeta Rządowa – urzędowy dziennik wydawany w czasie insurekcji kościuszkowskiej (1794) w Warszawie, oficjalny organ prasowy Wydziału Instrukcji Rady Najwyższej Narodowej; redaktorem naczelnym dziennika był Franciszek Ksawery Dmochowski.
"Gazeta Rządowa" publikowała oficjalne odezwy, manifesty i uniwersały Najwyższego Naczelnika Siły Zbrojnej Narodowej Tadeusza Kościuszki i rządu powstańczego. Na jej łamach zaczęto ujawniać zdobytą w czasie insurekcji warszawskiej listę osób pobierających stałą pensję z ambasady rosyjskiej, co przyczyniło się do radykalizacji opinii publicznej w Warszawie.
Od 1 lipca do 30 września 1794 ukazało się 88 numerów tej gazety.